# Ivan Dvorny
Ivan Vasil'evich Dvorny (en russe : Иван Васильевич Дворный, Ivan Vassilievitch Dvorny), né le 5 janvier 1952 à Leningrad, dans la République socialiste fédérative soviétique de Russie et mort le 21 septembre 2015, est un joueur soviétique de basket-ball, évoluant au poste de pivot.

## Carrière

### Palmarès
- Champion olympique 1972